# Escuela de enseñanza elemental Fagnano Olona
La escuela de enseñanza elemental Fagnano Olana es un edificio de docente situado en Varese, Italia. Está construido sobre una antigua fábrica y respeta alguno de sus elementos haciendo de ellos la imagen del edificio.

## Enlaces relacionados
- Aldo Rossi
- Gallaratese
- Teatro Carlo Felice

- Datos: Q5839302